# Факт (видавництво)
Видавництво «Факт» — видавництво, що працювало в Україні в 1997-2011 роках. В асортименті видавництва була художня література (класична та сучасна, вітчизняна та переклади), літературознавчі студії, мистецькі дослідження. Останній вдалий проєкт — роман Оксани Забужко «Музей покинутих секретів» (2009). 5 червня 2013 року співвласників київського видавництва «Факт» засудили на 6 років позбавлення волі.

## Основні напрямки діяльності
Видання художньої літератури — твори сучасних українських прозаїків та поетів, зокрема, Оксани Забужко, Оксани Луцишиної, Сашка Ушкалова, Михайла Бриниха, Олеся Бережного, Анатолія Дністрового, Артема та Олени Захарченко, Катерини Бабкіної, Отара Довженка, Ігоря Калинця, Василя Стуса, Дмитра Стуса, Василя Герасим'юка, Олександра Ірванця, Василя Слапчука, Марини Соколян, Насті Байдаченко і багатьох інших.
Видавництво «Факт» також акцентує увагу на виданні перекладних художніх творів, зокрема, бестселерів світової романістики та поезії. Вже видано романи Джонатана Сафрана Фоера, Уладзімера Арлова, Василя Бикава, Марґеріт Дюрас та інших всесвітньовідомих авторів. Серед поетичного доробку — двомовні «Антологія японської класичної поезії. Танка. Ренга (VIII—XV ст.)» та «Збірка старих і нових японських пісень. Поетична антологія (905—913 рр.). „КОКІН-ВАКА-СЮ“».
Видавництво співпрацювало з громадськими організаціями та благодійними фондами (Українсько-американське бюро захисту прав людини, Благодійний фонд «Касталія», Фонд Японії (Посольство Японії в Україні), дослідницький фонд «Центр соціальної політики», Фонд «Відродження», «ПРОГЕЛЬВЕЦІЯ», Комітет виборців України). Також видавництво бере участь у програмі «Сковорода», яку проводить Посольство Франції в Україні. У рамках цієї програми започатковано серію «Сучасний французький жіночий роман».
Видавництво було учасником Форуму видавців (Львів) та Міжнародної київської книжкової виставки («Медвін»).

## Книжкові серії

### «Поза фокусом»
«Поза фокусом» — книжкова серія, що була заснована київським видавництвом «Факт» у 2007 році. Серія об'єднує різні за тематикою, ідеєю та проблематикою твори, котрі мають єдину спільну рису — нестандартний погляд на звичні речі, реалії, події. Автори, котрі друкуються у цій серії, трактують навколишнє середовище як те, чого ми не знаємо про них насправді. За образну характеристику ідеологічного спрямування серії можна узяти відому фразу Пабло Пікассо «Художник покликаний зображати не оригінал, а ставлення до нього».
Слоган серії: «Насправді все інакше…»
Вийшли друком у серії:
- Марина Соколян «Херем» (2007), «Новендіалія» (2008)
- Артем Чех «Киня» (2007)
- Олена Захарченко «Брат-і-сестра» (2007)
- Оксана Вєліт «Нульова заповідь» (2007)
- О. Забужко «Книга буття, глава четверта» (2008)

### Інші серії
Серія «Exceptis excipiendis» — тут є все, крім того, чого не повинно бути. Це твори, які є знаковими для сучасного літературного процесу, не є попсовими, але розраховані на масового читача. Видані твори вичерпно ілюструють погляди видавництва на те, що «повинно бути».
Серія «Містами». До серії увійшли «топоцентричні» художні прозові тексти. Тобто такі, де місто, у якому відбуваються події твору, має принципове значення. Ментальність, топонімика, фольклор — все, що відрізняє його від мільйонів інших, сотні таких самих і робить абсолютно унікальним, незважаючи на позірну, для туристів, подібність до сусіднього райцентру або столиці іншої країни.
Серія «Висока полиця» — це видавничий гуманітарний проєкт, у якому представлені взірці української критичної думки, есеїстики, літературознавства, мистецтвознавства, всього прошарку гуманітарних наук. Проєкт необмежений ані в часі, ані в кількості позицій. Критерій — високий рівень майстерності авторів, актуальність, ґрунтовний науковий апарат та відповідальність перед сучасністю.

## Відзнаки
Книжка Чарльз Буковскі. Поштамт. Серія «Перекладено українською». Видавництво «Факт» здобула перемогу в Х Всеукраїнському рейтингу «Книжка року 2008» у номінації «Красне письменство — сучасна зарубіжна проза».
Серед успіхів видавництва — численні конкурсні перемоги, отримані завдяки серіям «Exceptis Excipiendis» «Висока полиця», «Мала енциклопедія моди», «Вибране», «Зона Овідія», «Текст+контекст» та багатьом іншим.